# HD 82694
HD 82694，又名CD-40 5284，SAO 221262、HR 3807，是一颗恒星，视星等为5.35，位于銀經267.13，銀緯7.99，其B1900.0坐标为赤經9h 28m 21s，赤緯-40° 7.99′ 25″。